# Миллер-Красовский, Николай Александрович
Николай Александрович Миллер-Красовский (1830 — 2 (14) марта 1888, Санкт-Петербург) — действительный статский советник, цензор.

## Биография
Происходил из мещан, лютеранского вероисповедания. Потомок переселившихся в Россию немцев. Впоследствии выслужил дворянство Российской империи (по ордену). В 1853 году окончил историко-филологический факультет С.-Петербургского университета, со степенью кандидата филологии. С 2 (14) декабря 1853 определён в канцелярию с.-петербургского военного генерал-губернатора Д. И. Шульгина, с утверждением в чине коллежского секретаря, по степени кандидата; в 1855 перемещён канцелярским чиновником в С.-Петербургскую губернскую строительную и дорожную комиссию ведомства Главного управления путей сообщения и публичных зданий; в августе 1857 назначен надзирателем старших классов при Гатчинском Николаевском сиротском институте ведомства С.-Петербургского Опекунского совета; в августе 1859 отставлен от той должности в чине титулярного советника, и из Гатчины переехал в С.-Петербург. Был награжден темно-бронзовой медалью «В память войны 1853—1856».
С 30 июля (11 августа) 1859 по 9 (21) марта 1860 года был в отставке. С 9 марта 1860 из отставных титулярных советников назначен младшим помощником цензора Комитета цензуры иностранной в С.-Петербурге ведомства Министерства народного просвещения; с 31 марта (12 апреля) 1861 — старший помощник цензора. В той должности, в результате реформы цензурного ведомства, переведён в ведомство Министерства внутренних дел. С 15 (27) мая 1863 — секретарь Комитета цензуры иностранной. В той должности, сенатским указом от 15.11.1865 года № 442, по МВД, по цензурному ведомству, производится, за выслугу лет, в надворные советники — коллежский асессор, Комитета цензуры иностранной, секретарь Николай Миллер-Красовский, со старшинством с 10 (22) апреля 1865 года. Указом от 1 (13) января 1866, в воздаяние отлично-усердной службы и особых трудов, пожалован кавалером ордена Святого Владимира 4 степени, надворный советник, секретарь С.-Петербургского комитета цензуры иностранной Николай Миллер-Красовский. В январе 1867 вместе с братом Константином получил из департамента герольдии Сената свидетельство о дворянстве. ВП от 20 апреля (2 мая) 1869 за № 17, по МВД, производится, за отличие, в коллежские советники, секретарь С.-Петербургского комитета цензуры иностранной, надворный советник Миллер-Красовский, со старшинством с 10 (22) апреля 1867 года.
В том чине и в той должности, в марте 1870 года едва не погиб при пожаре: «16-го марта, в 5-м часу по полудни, в доме Шольца, № 7, по Обуховскому проспекту, затлелся конец балки, прилегающий к домовой трубе, а от нее загорелся пол, близ плиты, в квартире коллежского советника Миллер-Красовского; но огонь тотчас был потушен пожарной командой. Причем пробита только часть пола; зданию же никакого вреда не последовало».
Как следует из заметки об этом происшествии, Миллер-Красовский жил и работал в служебной квартире по месту службы — в доме Шольца, на Обуховском проспекте, где и находился С.-Петербургский комитет цензуры иностранной. Вот что писал об этом его сослуживец и цензор А. Е. Егоров: «Центральный комитет иностранной цензуры находился тогда в доме Шольца на Обуховском проспекте, вблизи Сенной. <…> Комитет был разделен на три отделения, которыми заведовали старшие цензора. Я попал в немецко-итальянское отделение, начальником которого был престарелый Есипов. Остальными двумя отделениями заведовали: французским и английским — Любовников, а бандерольным и польским с прочими славянскими наречиями — А. Майков. Кроме названных старших цензоров, были ещё и младшие, между которыми разделялось чтение книг сообразно их знанию языков. Так, Полонский читал французские, английские и итальянские книги, Миллер-Красовский, прославившийся своей брошюрой о необходимости розги в школьном воспитании, исключительно немецкие, Дукшта-Дукшинский — польские, и был еще один такой цензор-полиглот, Шульц, который не затруднялся читать книги и разные другие издания на всех существующих языках. Секрет своего „многоязычия“ и скоропалительного чтения он унес в могилу; как он успевал и умудрялся возвращать по субботам весь громадный ворох забранных им для прочтения книг за неделю, представляя о каждой отзыв, осталось непроницаемой для нас тайной. Это был поистине титан своего дела, и подобного ему языковеда мне уже не приходилось встречать во всю мою жизнь, хотя некоторые наши цензора, как, например, мой предместник, старший помощник цензора, магистрант филологии Певницкий, назначенный в Одессу младшим цензором, обладал значительными познаниями в иностранных языках, да и я сам владею пятью языками, но по многоязычию своему почтенный Шульц побил рекорд над всеми, и никто никогда не мог конкурировать с ним в этой сфере. Что касается канцелярии комитета, то долгое время заведовал ею Златковский, бывший офицер в отставке, получивший в Крымскую кампанию контузию в затылок, вследствие чего, помимо воли своей, физически не мог „гнуть шеи“. Он пользовался казенной квартирой при комитете в том же старинном и доселе существующем доме на Обуховском проспекте, близ Сенной, Шольца, куда к нам поднимали тюки с книгами на блоке, устроенном в окне со двора. Вскоре состав служащих, однако, изменился <…> Вместо же умершего Есипова, под конец засыпавшего от дряхлости в своём кресле, в наше немецкое отделение был назначен старшим цензором Миллер-Красовский, по бурному и неуживчивому нраву своему напоминавший мне моего первого начальника в Москве Вёдрова»
С 4 (16) декабря 1870 года Н. А. Миллер-Красовский назначен исправляющим должность младшего цензора. По свидетельству А. Е. Егорова, служил в немецко-итальянском отделе и цензурировал книги на немецком языке. В той должности, сенатским указом от 14 (26) октября 1871 за № 225, производится, за выслугу лет, со старшинством, по МВД и его ведомству, в чин в статского советника, с 10 (22) апреля 1871 года. Приказом по МВД от 28.10.1871 за № 53, утверждается в должности, и. д. младшего цензора С.-Петербургского комитета цензуры иностранной, статский советник Миллер-Красовский, с 22 октября (3 ноября) 1871. Указом от 31 марта (12 апреля) 1874, в воздаяние отлично-усердной и ревностной службы, пожалован кавалером ордена Святой Анны 2 степени статский советник, младший цензор С.-Петербургского комитета цензуры иностранной, Николай Миллер-Красовский. Указом от 27 марта (8 апреля) 1877, по засвидетельствованию начальства об отлично-усердной службе и полезных трудах, пожалован кавалером ордена Святого Владимира 3 степени, статский советник, младший цензор С.-Петербургского комитета цензуры иностранной Миллер-Красовский. Приказом по МВД от 10 (22) августа 1877 за № 39, младший цензор С.-Петербургского Комитета цензуры иностранной, статский советник Миллер-Красовский, назначен старшим цензором С.-Петербургского комитета цензуры иностранной, с 3 (15) августа 1877. ВП от 20 апреля (2 мая) 1880 за № 16, по МВД, производится, за отличие, в действительные статские советники, статский советник, старший цензор С.-Петербургского комитета цензуры иностранной Миллер-Красовский.
Скончался во сне от инсульта: «Вчера, 2-го марта, ночью скончался на 58 году от рождения старший цензор иностранного отделения цензуры Николай Александрович Миллер-Красовский. Возвратившись 1-го марта довольно поздно, Н. А. велел прислуге разбудить себя пораньше. Исполняя приказание, те утром постучали несколько раз в дверь спальни, но ответа не было. Вошедши в спальню, они застали Н. А. уже мертвым. Как бы предчувствуя вчерашнюю кончину, покойный сделал заранее все необходимые распоряжения на случай своей смерти. Смерть Н. А. последовала (по мнению врача, производившего наружный осмотр его тела) во время сна от апоплексического удара».
Приказом по МВД от 19 (31) марта 1888 за № 10, исключен из списков умершим, цензор С.-Петербургского комитета цензуры иностранной, действительный статский советник Миллер-Красовский.

## Основные законы воспитания
Миллер-Красовский, по службе цензором, участвовал в разработке ряда предложений по улучшению и совершенствованию цензуры литературы иностранной. Однако, получил всероссийскую известность написав, и весной 1859 года, своим иждивением, издав единственную брошюру, под витиеватым названием:
- Основные законы воспитания. Вкратце изложил для семейства и школы Н. А. Миллер-Красовский, кандидат С.-Петербургского университета по факультету историко-филологических наук, классный надзиратель при Гатчинском Николаевском сиротском институте. — С.-Петербург: Издание автора, 1859.

Обозначив в названии книги все свои имевшиеся на тот момент регалии, видимо для солидности, и основываясь на своём 12-летнем(!) опыте преподавательской деятельности, Миллер-Красовский посвятил книгу общим вопросам педагогики — изложению основных законов воспитания человека, то есть дал свои определения сущности, целям и задачам детского и юношеского воспитания, в семье и в учебных заведениях. Опровергая просветительскую педагогику, автор трактовал первейшую задачу воспитания, как задачу воспитания послушания и покорности перед вышестоящим начальством и правительственной политикой. По словам известного в пореформенное время криминалиста и судебного деятеля, писателя и мемуариста Н. В. Сахарова, практическим результатом внедрения такой формулы воспитания в уклад жизни российского общества, должно было стать воспитание всеобщей боязни, чтобы ничего не нарушило «гордого покоя и самодовольства <…> поэтической иллюзии благоговейного преклонения перед политическим божеством <…> поэзии равнения, массового „шествия в ногу“»
Книга и взгляды её автора подверглись уничтожающей критике. Над Миллером-Красовским смеялась вся грамотная Россия, от С.-Петербурга до Енисея. Первая отрицательная рецензия была опубликована, без подписи её автора, в газете «С.-Петербургские ведомости» (1859, № 110). В ней излагались замечания о языке и стиле книги, примеры ошибочных синтактических построений и др. Миллер-Красовский сразу же выступил против анонимного автора со статьей «Педагогическая истина», сначала предложенной редакции журнала «Современник», а затем напечатанной в газете «Северная пчела» (1859, № 142). Свой полемический ответ рецензенту «С.-Петербургских ведомостей» Миллер-Красовский заключил изложением следующих соединяемых в «понятие о боге» «истине»: «педагогия строит свою теорию на любви к истине», педагогия как наука «принадлежит только патриотам», она «понимаема и преподаваема» только такими педагогами, которые «бога узрят».
Практически одновременно со статьей «Педагогическая истина», но чуть ранее, журнал «Современник» (1859, № 6) опубликовал разгромную рецензию Н. А. Добролюбова, который писал: «Обращаем на эту книжку внимание тех благородных оптимистов, которые слишком много мечтают о благотворности нашего университетского образования. Они полагают, что университетский курс сам по себе уже способен сделать человека гуманным и благородным, придать его мысли ясность, твердость и последовательность, освободить его от нелепых заблуждений, невежественно передаваемых детям глупыми няньками, и пр. и пр. Пусть же они, эти благородные мечтатели, познакомятся с воззрениями и логикой г. Миллер-Красовского и увидят, до каких позорных нелепостей могут у нас доходить люди, с успехом кончившие курс в университете. Да, книжка г. Миллер-Красовского делает такой позор высшему нашему образованию, более которого трудно сделать <…> Миллер-Красовский доходит до крайностей столь нелепых, что трудно поверить, чтобы дошел до них человек, с успехом кончивший курс наук в университете. Он постоянно вооружается на немцев (г. Миллер-Красовский!), говоря, что они омрачены руссоскими плевелами… и филантропическими тенденциями и вследствие того — толкуют учащимся про их права. Это вменяется им в большое преступление г. Миллером-Красовским, который свои собственные воззрения развивает вот в какой последовательности <…> воспитатель должен довести питомца — будущего гражданина — до сознания, что права человека преимущественно измеряются исполнением гражданских обязанностей; и если всякая гражданская обязанность есть не что иное, как безусловное подчинение нашей индивидуальной воли правительству и отечественным законам, то, само собою разумеется, послушание, требуемое воспитателем от питомца, будет основою и гражданского послушания. Самоограничение и самоотвержение — главнейшие действователи в воспитании: они вырабатывают в молодой душе способность подчиняться общенародным целям. Этим же подчинением под общее мы, и, в свою очередь, пользуемся общими нравственными, умственными силами и общим, покровительством, то есть благостью церкви и государства <…> Сколько можно понять из неграмотного изложения, автор хочет сказать, что человека нужно воспитывать единственно для государства. Иначе сказать — нужно подавлять в нем личную волю, с малолетства заглушат всякое сознание своих прав (кроме только приведенных выше празднований дня ангела, рождения и пр.) и целью всего воспитания поставить дисциплину и субординацию. Так именно и полагает г. Миллер-Красовский <…> В конце книги, сводя к одному результату все свои положения, он ставит четвертым основным положением следующее: воспитание и образование, по форме и содержанию, не что другое, как одно повиновение <…> Повинуясь, дети учатся любить (но не наоборот)»
После разгромной рецензии в «Современнике» Миллер-Красовский публично, через постскриптум к статье «Педагогическая истина», отказался от дальнейшей полемики. В постскриптуме автор «Основных законов воспитания» приписал: «Сегодня мы прочли в № 6-м „Современника“ рецензию на нашу книгу. Не желаем и не моем здесь сказать о ней ничего положительного, потому что господин рецензент грубо нарушил последние приведенные нами истины. Редакция „Современника“ не только высказала пренебрежение к умственному труду, она еще усвоила себе право судить о вещах, которых, как видно, решительно не понимает, или, что ещё хуже, понимать не хочет».
Просвещенную общественность России более возмутила даже не столько нелепость изложенных задач и целей детского просвещения, замешанных на гремучей смеси национального шовинизма и церковного мракобесия, сколько методы воспитания, которые для достижения поставленных целей предлагал Миллер-Красовский. С полной серьезность, приводя в пример личный опыт, он предлагал заменить розги и карцер другим методом воспитания — тремя «скорыми осторожными пощечинами», подзатыльниками или оплеухами, как «сильного моментного потрясения», по сравнению с карцером и розгами, и потому более эффективного.
Н. А. Добролюбов посвятил педагогическим упражнениям Миллера-Красовского ещё несколько разгромных рецензий и отсылок в «Современнике» и в «Журнале для воспитания». Популярный сатирический журнал «Искра» опубликовал посвященную воспитанию Миллера-Красовского в стихах «такую правдивую басню, которая была хуже всякой лжи». Резко отрицательные рецензии появились в газете «Сын отечества» и журнале «Отечественные записки».
Общественный резонанс был таков, что один из непосредственных начальников Н. А. Миллера-Красовского — известный педагог П. М. Цейдлер, преподаватель русского языка и старший надзиратель Гатчинского Николаевского сиротского института, направил редакции «Современника» письмо, в котором назвал «весьма естественным» высказанное в рецензии Добролюбова предположение, что Миллер-Красовский «руководствуется своими педагогическими воззрениями» на службе в институте. «Это предположение, — писал далее Цейдлер, — к счастью, неверно: сам Н. А. Миллер-Красовский может засвидетельствовать, что если бы он и желал, то не имел бы никакой возможности применить „позорные нелепости“ своего сочинения к воспитанникам Гатчинского института, потому что до этого не допустил бы его даже нижеподписавшийся его сослуживец, без согласия которого он, в качестве классного надзирателя при 16 — 18-летних молодых людях, ничего предпринять не может и который всегда со всею откровенностью признавал подобные нелепости позорными. Следовательно, „Основные законы воспитания“ Н. А. Миллер-Красовский в течение двенадцати лет проверял опытом вне института, где, впрочем, он состоит на службе менее двух лет». Таким образом, публично разоблачался миф о 12-летнем опыте работы педагогом Миллера-Красовского и русская общественность заверялась, что рукоприкладство, как метод воспитания, в Гатчинском сиротском институте не применяется и не может применяться. По просьбе Цейдлера, его письмо было напечатано в № 8 «Современника» за 1859 год, и в том же августе Миллер-Красовский был отставлен от службы в Гатчинском институте.
Благодаря общественному порицанию, «Основные законы воспитания» Миллера-Красовского, как и их автор — «известный педагог известной теории», «разгадавший смысл оплеух» стали общественным посмешищем, именами нарицательными, получившими прозвания: «Мето́да Миллера-Красовского», «Си́стема Миллера-Красовского», «Закон трёх удобных пощечин Миллера-Красовского», «Рыцарь трёх пощёчин» и т. п. — олицетворением мракобесия, обскурантизма и гонения в просвещении, приводивших к нравственному, этическому, моральному и гражданскому разложению молодежи. На протяжении 1860-х годов отрицательные отсылки к «Основным законам воспитания», или «Системе Миллера-Красовского», как реакции в педагогике, публиковались в журналах «Искра» (1862), «Русское слово» (1863), «Колокол» (1863), «Заноза» (1864), «Дело» (1869) и др. В течение последующих столетий, как в царской, так и в советской педагогике, за Миллером-Красовским закрепилась стойкая репутация педагога-реакционера.
Однако, спустя 160 лет после издания «Основных законов воспитания», сущность, цели и задачи воспитания и образования подрастающего поколения, изложенные Миллером-Красовским, над которыми смеялась и которые порицала вся педагогическая Россия с середины XIX века, стали вновь востребованными с.-петербургскими университетскими выпускниками в российской власти и академиками разных академий в российской педагогике начала 20-х годов XXI века. Кроме светской педагогики, воззрения Миллера-Красовского широко используются в учебниках по «Основам православной педагогической культуры», оставляя за рамками предложенный им метод осторожных оплеух.

## Семья
- Сын — Константин Николаевич Миллер-Красовский, с августа 1877/78 по июнь 1880/81 академического года учился в С.-Петербургском университете, по разряду юридических наук. Весной 1881 окончил полный курс юридического факультета С.-Петербургского университета, со степенью кандидата[22]; тема дипломной диссертации — «Предание суду по русскому праву». Дальнейшая судьба не известна.